# Zijarat Siman
Zijarat Siman (arab. زيارة سمعان) – miejscowość w Syrii, w muhafazie Aleppo. W 2004 roku liczyła 1288 mieszkańców.